# Златев, Иван Стоянов
Иван Стоянов Златев (болг. Иван Стоянов Златев; 22 августа 1926, Бургас, Третье Болгарское царство — 31 июля 2006, София) — болгарский и советский учёный в области физики высоких энергий и статистической физики, доктор физических наук, профессор.

## Биография
Родился 22 августа 1926 года в г. Бургас. Окончил Софийский университет им. св. Климента Охридского (1949), его аспирантуру (1949—1953). В это же университете защитил докторскую диссертацию и работал.
С 1952 по 1991 год — ассистент, преподаватель (1955), доцент (1961), профессор, заведующий кафедрой теоретической физики, декан физического факультета (1964—1966 и 1970—1972 годы), заместитель ректора (1978—1979).
С 1973 по 1979 год — полномочный представитель Правительства Болгарии в Объединенном институте ядерных исследований.
В 1979—1983 годах — вице-директор ОИЯИ.
Председатель Союза физиков Болгарии.
Умер 24 июля 2006 года.

## Награды
- Орден Трудового Красного Знамени
- Орден Народная Республика Болгария третьей степени (1986).